# Aleksej Ivanovič Rykov
Aleksej Ivanovič Rykov (in russo Алексей Иванович Рыков?; Saratov, 25 febbraio 1881 – Mosca, 15 marzo 1938) è stato un rivoluzionario e politico sovietico bolscevico, Presidente del Consiglio dei commissari del popolo dell'Unione Sovietica e Presidente del Consiglio dei commissari del popolo della RSFS Russa.

## Gioventù e carriera politica prerivoluzionaria
Aleksej Ivanovič Rykov nacque il 25 febbraio 1881 a Saratov, nella famiglia di un commerciante. Studiò giurisprudenza all'Università di Kazan', senza terminare gli studi. Nel 1898 si iscrisse al Partito Operaio Social-Democratico Russo, e in occasione del II Congresso del 1903, dopo la divisione in bolscevichi e menscevichi, divenne sostenitore della fazione bolscevica. Operò quindi per i bolscevichi a Mosca, San Pietroburgo, Saratov, Kazan', Jaroslavl', Nižnij Novgorod e partecipò alla Rivoluzione russa del 1905. Venne eletto membro del Comitato Centrale del partito sia al III Congresso di Londra (boicottato dai menscevichi), sia al IV Congresso, dell'Unificazione, a Copenaghen nel 1906. Fu anche eletto Membro Candidato (senza diritto di voto) al Comitato Centrale nel 1905.
Successivamente, sostenne Lenin nella sua lotta con Alexander A. Bogdanov per il controllo della fazione bolscevica nel 1908-9, e votò per l'espulsione di Bogdanov dal partito alla conferenza di Parigi del 1909. Ruppe poi con la linea di Lenin, quando questi tentò di creare un nuovo partito, basato sulla sola componente bolscevica, nel 1912. Questa disputa venne interrotta dall'esilio di Rykov in Siberia.
Rykov tornò dalla Siberia dopo la Rivoluzione di febbraio del 1917 e si unì nuovamente ai bolscevichi, pur rimanendo critico riguardo ad alcune delle loro posizioni più radicali. Divenne membro dei soviet di Mosca e di Pietrogrado. Al IV Congresso del Partito Bolscevico (23 luglio - 3 agosto 1917) venne eletto al Comitato Centrale. Nel corso della Rivoluzione d'ottobre fu membro del Comitato militare rivoluzionario di Mosca.

## Membro del governo sovietico
Dopo la rivoluzione, il 26 ottobre (calendario giuliano) 1917, Rykov venne nominato Commissario del Popolo (ministro) dell'Interno. Il 29 ottobre (calendario giuliano), subito dopo la conquista bolscevica del potere, il Comitato Esecutivo del Sindacato Nazionale dei Ferrovieri (Vizkhel), minacciò uno sciopero nazionale, richiedendo ai bolscevichi di allargare il potere ad altri partiti socialisti e di espellere dal governo Lenin e Lev Trockij. G.E.Zinov'ev, L.B. Kamenev e alcuni loro alleati nel Comitato Centrale Bolscevico ritennero che non ci fosse altra possibilità per i bolscevichi di cominciare il negoziato, in quanto uno sciopero delle ferrovie avrebbe minato la capacità del governo di combattere le forze ancora leali al deposto Governo Provvisorio. Anche se Zinov'ev, Kamenev e Rykov ebbero per un poco il sostegno della maggioranza del Comitato Centrale e i negoziati ebbero realmente inizio, il rapido crollo delle forze anti-bolsceviche intorno a Pietrogrado permisero a Lenin e Trockij di convincere il Comitato Centrale ad abbandonare le trattative in corso. In risposta, Zinov'ev, Kamenev, Rykov, V. Milyutin e V.P. Nogin si dimisero dal Comitato Centrale e dal governo il 4 novembre 1917 (calendario giuliano).
Il 3 aprile 1918, Rykov venne nominato Presidente del Consiglio Supremo dell'Economia Nazionale e mantenne questo ruolo per tutta la durata della guerra civile russa. Il 5 luglio 1919, divenne anche membro del riorganizzato Consiglio Militare Rivoluzionario, in cui rimase fino all'ottobre 1919. Dal luglio 1919 all'agosto 1921, fu anche rappresentante speciale del Consiglio del Lavoro e della Difesa, per il vettovagliamento dell'Armata Rossa e della Marina. Rykov fu poi eletto al Comitato Centrale del Partito Comunista dell'Unione Sovietica il 5 aprile 1920, dopo il IX Congresso del Partito e divenne membro dell'Orgburo, fino al 23 maggio 1924.
Una volta che i bolscevichi ebbero ottenuto la vittoria nella guerra civile, Rykov si dimise dal proprio incarico al Consiglio Supremo dell'Economia Nazionale, il 28 maggio 1921. Il 26 maggio 1921 era stato nominato Vicepresidente del Consiglio del Lavoro e della Difesa della RSFSR, sotto la Presidenza di Lenin. Quando questi dovette via via farsi da parte a causa delle sue condizioni di salute, Rykov ne divenne vice al Sovnarkom il 29 dicembre. Entrò anche nel Politburo in carica il 3 aprile 1922, dopo l'XI Congresso del Partito. Nel dicembre 1922, la formazione dell'Unione Sovietica rese necessaria una riorganizzazione della struttura di governo, in seguito alla quale Rykov fu nominato Presidente del Consiglio Supremo dell'Economia Nazionale dell'URSS e Vicepresidente del Consiglio dei Commissari del Popolo dell'URSS il 6 luglio 1923.
Dopo la morte di Lenin, avvenuta il 21 gennaio 1924, Rykov si dimise dalla carica di Presidente del Consiglio Supremo dell'Economia Nazionale dell'URSS e divenne Presidente del Consiglio dei Commissari del Popolo dell'URSS, e contemporaneamente del Sovnarkom della RSFSR, il 2 febbraio 1924. L'altro incarico di governo di Lenin, Presidente del Consiglio per il Lavoro e la Difesa dell'URSS, venne preso dal suo altro vice, Kamenev.
Insieme a N.I. Bucharin e M.P. Tomskij, Rykov guidava l'ala moderata del Partito Comunista negli anni 1920, proponendo un parziale ripristino dell'economia di mercato nell'ambito delle norme della NEP. I moderati sostennero Stalin, Zinov'ev e Kamenev contro Trockij e l'Opposizione di sinistra nel 1923-24. Dopo la sconfitta di Trockij e la rottura di Stalin con Zinov'ev e Kamenev nel 1925, Rykov, Bucharin e Tomskij sostennero ancora Stalin contro l'Opposizione unificata di Trockij, Zinov'ev e Kamenev nel 1926-27. Dopo l'attacco di Kamenev a Stalin, in occasione del XIV Congresso del Partito nel dicembre 1925, Kamenev perse la presidenza del Consiglio del Lavoro e della Difesa dell'URSS, posizione che venne occupata da Rykov il 19 gennaio 1926.

## Declino e morte

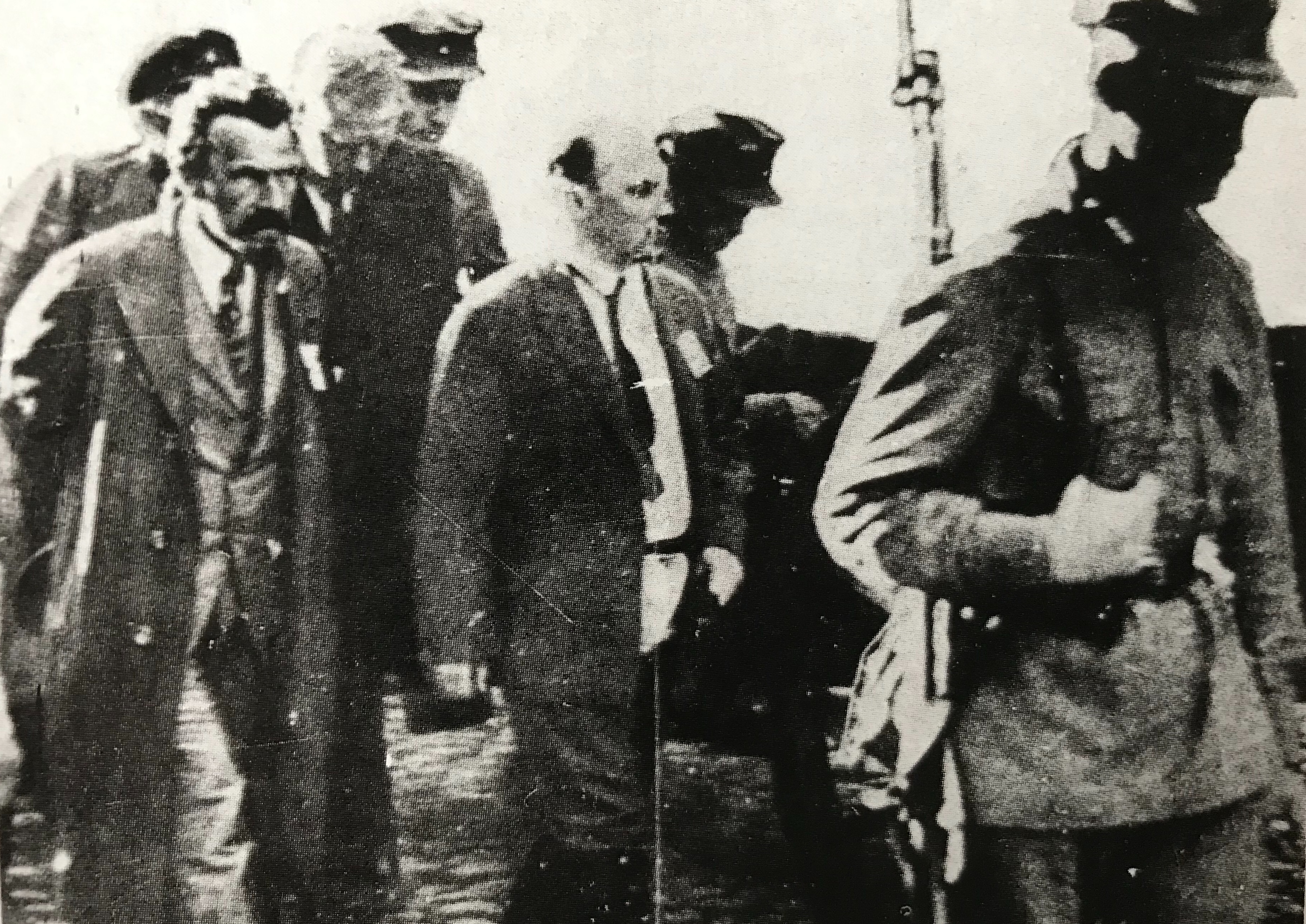
Rykov (a sinistra) e Bucharin prima del loro processo, 1938

Una volta sconfitta l'Opposizione unificata nel dicembre del 1927, Stalin decise l'adozione di politiche più radicali e arrivò allo scontro con l'ala moderata del partito. Le due fazioni manovrarono dietro le quinte per tutto il 1928, ma nel febbraio-aprile del 1929 lo scontro divenne manifesto, e i moderati, etichettati come Opposizione di destra, vennero sconfitti e obbligati ad "ammettere i propri errori" nel novembre 1929. Rykov perse la carica di Presidente del Sovnarkom della RSFSR il 18 maggio 1929, ma mantenne le altre due cariche. Nel dicembre 1930, dopo un'altra ondata di "autocritiche", Rykov perse il suo posto nel Politburo il 21 dicembre 1930. Venne sostituito da V. Molotov come Presidente del Sovnarkom e Presidente del Consiglio del Lavoro e della Difesa dell'URSS, il 19 dicembre 1930.
Il 30 maggio 1930, Rykov era stato nominato Commissario del Popolo alle Poste e Telegrafi, una posizione che mantenne anche dopo la riorganizzazione del commissariato come Commissariato del Popolo alle Comunicazioni nel gennaio 1932. Il 10 febbraio 1934, venne declassato a membro candidato (senza diritto di voto) al Comitato Centrale del Partito. Il 26 settembre 1936, a seguito delle accuse mosse al primo processo pubblico di Mosca contro Kamenev e Zinov'ev e del suicidio di Tomskij, Rykov perse la carica di Commissario del Popolo alle Comunicazioni, ma mantenne la posizione di membro del Comitato Centrale.
Con l'intensificarsi delle Grandi purghe di Stalin, all'inizio del 1937, Rykov e Bucharin vennero espulsi dal Partito Comunista e arrestati il 27 febbraio, nel corso del plenum del Comitato Centrale di febbraio-marzo 1937. Nel marzo 1938, Rykov, insieme a Bucharin, Jagoda, Krestinskij e Rakovskij, venne messo sotto processo al terzo processo pubblico di Mosca, con l'accusa di aver cospirato con Trockij contro Stalin. Come gli altri accusati, Rykov venne giudicato colpevole di tradimento, condannato a morte e fucilato.
Il governo sovietico nel 1988 annullò la sentenza e quindi lo riabilitò, durante il periodo della perestrojka.